# Радзивилл, Альберт
Войцех Альберт Радзивилл (пол. Wojciech Albrycht Radziwiłł; 1 января 1476 — 15 апреля 1519, Вяркяй, Виленский уезд) — государственный и церковный деятель Великого княжества Литовского.

## Биография
Из литовского княжеского рода Радзивиллов герба «Трубы». Николая Радзивилла, великого гетмана литовского и Софии Монивид. Родился около 1476 году. В молодости имел пристрастие к церковной жизни. Поэтому получил соответствующие образование. В 1502 году становится Луцким епископом. Принял имя Альберт. Первый из рода Радзивиллов посвятил свою жизнь церкви.
В 1507 году был назначен епископом Вильнюса. Один из ликвидаторов идолопоклонство в Литве. Однако также отстаивал интересы католической церкви перед властью. Добился для неё значительных привилегий. Выступая за унию между католической и православной церквями.
Собор Святых Станислава и Владислава в Вильнюсе был украшен на средства Войцеха Альберта Радзивилла (имел значительные владения в Литве и Чёрной Руси), а также усадьбой Уборть. В 1516 году Папскому престолу по канонизации Казимира, сына Великого князя Литовского Казимира IV. Канонизация состоялась уже после смерти Радзивилла. Умер Войцех Альберт Радзивилл в своём имении во Вяркяи (недалеко от Вильнюса) в 1519 году.